# Lista de canções digitais número um nos Estados Unidos em 2015
A seguir apresenta-se a lista das canções digitais que alcançaram o número um nos Estados Unidos no ano de 2015. A Hot Digital Songs é uma tabela musical que classifica os singles mais vendidos em lojas digitais nos Estados Unidos, publicada semanalmente pela revista Billboard com os seus dados recolhidos pelo sistema de mediação de vendas Nielsen SoundScan. Embora tenha iniciado a fazer controle das vendas de canções na semana de 30 de Outubro de 2004, foi oficialmente introduzida como uma tabela musical na semana de 22 de Janeiro de 2005, fundindo todas as versões de uma canção vendida por distribuidores digitais. Em 2015, quinze canções atingiram o primeiro posto da Hot Digital Songs. No entanto, "Blank Space", da cantora Taylor Swift, iniciou a sua corrida no topo na publicação de 15 de Novembro de 2014 e foi, portanto, excluído, embora tenha completado a sua sétima semana no topo.
O ano abriu com "Uptown Funk", do músico britânico Mark Ronson com participação de Bruno Mars, a 3 de Janeiro.

## Histórico
| Data            | Canção                            | Artista(s)                                      | Vendas aproximadas (em milhares) | Notas de rodapé |
| --------------- | --------------------------------- | ----------------------------------------------- | -------------------------------- | --------------- |
| 3 de Janeiro    | "Uptown Funk"                     | Mark Ronson com participação de Bruno Mars      | 288                              | [ 3 ]           |
| 10 de Janeiro   | "Blank Space"                     | Taylor Swift                                    | 503                              | [ 4 ]           |
| 17 de Janeiro   | "Uptown Funk"                     | Mark Ronson com participação de Bruno Mars      | 382                              | [ 5 ]           |
| 24 de Janeiro   | "Uptown Funk"                     | Mark Ronson com participação de Bruno Mars      | 341                              | [ 5 ]           |
| 31 de Janeiro   | "Uptown Funk"                     | Mark Ronson com participação de Bruno Mars      | 400                              | [ 5 ]           |
| 7 de Fevereiro  | "Uptown Funk"                     | Mark Ronson com participação de Bruno Mars      | 341                              | [ 6 ]           |
| 14 de Fevereiro | "Uptown Funk"                     | Mark Ronson com participação de Bruno Mars      | 365                              | [ 7 ]           |
| 21 de Fevereiro | "Uptown Funk"                     | Mark Ronson com participação de Bruno Mars      | 319                              | [ 8 ]           |
| 28 de Fevereiro | "Thinking Out Loud"               | Ed Sheeran                                      | 314                              | [ 9 ]           |
| 7 de Março      | "Uptown Funk"                     | Mark Ronson com participação de Bruno Mars      | 257                              | [ 10 ]          |
| 14 de Março     | "Uptown Funk"                     | Mark Ronson com participação de Bruno Mars      | 240                              | [ 11 ]          |
| 21 de Março     | "Uptown Funk"                     | Mark Ronson com participação de Bruno Mars      | 210                              | [ 12 ]          |
| 28 de Março     | "Uptown Funk"                     | Mark Ronson com participação de Bruno Mars      | 189                              | [ 13 ]          |
| 4 de Abril      | "Uptown Funk"                     | Mark Ronson com participação de Bruno Mars      | 187                              | [ 14 ]          |
| 11 de Abril     | "Uptown Funk"                     | Mark Ronson com participação de Bruno Mars      | 165                              | [ 15 ]          |
| 18 de Abril     | "See You Again"                   | Wiz Khalifa com participação de Charlie Puth    | 168                              | [ 16 ]          |
| 25 de Abril     | "See You Again"                   | Wiz Khalifa com participação de Charlie Puth    | 464                              | [ 17 ] [ 18 ]   |
| 2 de Maio       | "See You Again"                   | Wiz Khalifa com participação de Charlie Puth    | 375                              | [ 19 ]          |
| 9 de Maio       | "See You Again"                   | Wiz Khalifa com participação de Charlie Puth    | 316                              | [ 20 ]          |
| 16 de Maio      | "See You Again"                   | Wiz Khalifa com participação de Charlie Puth    | 285                              | [ 21 ]          |
| 23 de Maio      | "See You Again"                   | Wiz Khalifa com participação de Charlie Puth    | 251                              | [ 22 ]          |
| 30 de Maio      | "See You Again"                   | Wiz Khalifa com participação de Charlie Puth    | 229                              | [ 23 ]          |
| 6 de Junho      | "Bad Blood"                       | Taylor Swift com participação de Kendrick Lamar | 385                              | [ 24 ]          |
| 13 de Junho     | "Bad Blood"                       | Taylor Swift com participação de Kendrick Lamar | 241                              | [ 25 ]          |
| 20 de Junho     | "Bad Blood"                       | Taylor Swift com participação de Kendrick Lamar | 213                              | [ 26 ]          |
| 27 de Junho     | "Bad Blood"                       | Taylor Swift com participação de Kendrick Lamar | 206                              | [ 27 ]          |
| 4 de Julho      | "Bad Blood"                       | Taylor Swift com participação de Kendrick Lamar | 173                              | [ 28 ]          |
| 11 de Julho     | "Good for You"                    | Selena Gomez com participação de ASAP Rocky     | 179                              | [ 29 ]          |
| 18 de Julho     | "Cheerleader (Felix Jaehn Remix)" | OMI                                             | 170                              | [ 30 ]          |
| 25 de Julho     | "Cheerleader (Felix Jaehn Remix)" | OMI                                             | 276                              | [ 31 ]          |
| 1 de Agosto     | "Cheerleader (Felix Jaehn Remix)" | OMI                                             | 172                              | [ 32 ]          |
| 8 de Agosto     | "Cheerleader (Felix Jaehn Remix)" | OMI                                             | 163                              | [ 33 ]          |
| 15 de Agosto    | "Can't Feel My Face"              | The Weeknd                                      | 148                              | [ 34 ]          |
| 22 de Agosto    | "Drag Me Down"                    | One Direction                                   | 349                              | [ 35 ]          |
| 29 de Agosto    | "Can't Feel My Face"              | The Weeknd                                      | 119                              | [ 36 ]          |
| 5 de Setembro   | "Can't Feel My Face"              | The Weeknd                                      | 109                              | [ 37 ]          |
| 12 de Setembro  | "Locked Away"                     | R. City com participação de Adam Levine         | 91                               | [ 38 ]          |
| 19 de Setembro  | "What Do You Mean?"               | Justin Bieber                                   | 337                              | [ 39 ]          |
| 26 de Setembro  | "What Do You Mean?"               | Justin Bieber                                   | 159                              | [ 40 ]          |
| 3 de Outubro    | "What Do You Mean?"               | Justin Bieber                                   | 128                              | [ 41 ]          |
| 10 de Outubro   | "The Hills"                       | The Weeknd                                      | 110                              | [ 42 ]          |
| 17 de Outubro   | "The Hills"                       | The Weeknd                                      | 105                              | [ 43 ]          |
| 24 de Outubro   | "Hotline Bling"                   | Drake                                           | 121                              | [ 44 ]          |
| 31 de Outubro   | "The Hills"                       | The Weeknd                                      | 189                              | [ 45 ]          |
| 7 de Novembro   | "Hotline Bling"                   | Drake                                           | 153                              | [ 46 ]          |
| 14 de Novembro  | "Hello"                           | Adele                                           | 1 112                            | [ 47 ]          |
| 21 de Novembro  | "Hello"                           | Adele                                           | 635                              | [ 48 ]          |
| 28 de Novembro  | "Hello"                           | Adele                                           | 480                              | [ 49 ]          |
| 5 de Dezembro   | "Hello"                           | Adele                                           | 327                              | [ 50 ]          |
| 12 de Dezembro  | "Sorry"                           | Justin Bieber                                   | 178                              | [ 51 ]          |
| 19 de Dezembro  | "Hello"                           | Adele                                           | 233                              | [ 52 ]          |
| 26 de Dezembro  | "Somebody to Love"                | Jordan Smith                                    | 164                              | [ 53 ]          |